# 光孝海山
光孝海山（こうこうかいざん）とは、北太平洋の天皇海山群に位置する海山。約4,800万年前に形成されたとされ、その頂上は海面下約301メートルである。

## 概要
この海山は1972年に、トーマス・デイビスが光孝天皇の名前を取って命名された。形状としては細長い平頂海山であり、深海平原からは5,000m程の高さがある。
この海山の調査は国際深海掘削計画によって行われた。この調査において、北西部から枕状溶岩が採掘され、4,000万年前に形成されたものが発見されている。溶岩に限らなければ5,260万年前の岩も発見されている。また、頂上は炭酸カルシウムや泥岩等で構成されている。また、始新世初期の頃のと考えられる微化石も発見された。
また、この場所における太平洋プレートの深さは9キロメートル程度と推測されている。